# Psilota
Psilota (лат.) — род мух-журчалок из подсемейства Eristalinae (Syrphidae).

## Распространение
Населяют Палеарктику, Неарктику и Юго-Восточную Азию.
В Европе встречается 4 вида: Psilota anthracina, Psilota atra, Psilota innupta и Psilota rotundicornis. В фауне России отмечены четыре вида: Psilota anthracina (Европа), Psilota brevicornis (Приморье), Psilota innupta, Psilota kroshka (Сибирь, Дальний Восток).

## Описание
Мелкие журчалки (длина менее 1 см) с длинными крыльями. Основная окраска тела чёрная (ноги частично могут быть коричневато-желтыми). Они являются одним из немногих родов журчалок, у которых нет спурии на жилках крыльев (спурия — это ложная или дополнительная жилка между жилками R4+5 M1+2, которая пересекает поперечную жилку rm). Голова относительно большая, спереди вогнутая. Фасеточные глаза плотно покрыты относительно длинными светлыми волосками. Глаза покрывают почти всю голову у самцов, но широко разделены на лбу у самок. Усики тонкие и тёмные, третий членик по крайней мере в полтора раза шире других. Лицо плоское и волосатое. Крылья прозрачные, за исключением желтовато-коричневой области между жилками Sc и R1.
Имаго летают в лесных биотопах. Личинки живут в дуплах и под корой гниющих деревьев, питаются древесным соком.

## Классификация
- P. anthracina Meigen, 1822
- P. atra (Loew, 1817)
- P. auricauda Curran, 1926
- P. basalis  (Walker, 1858)
- P. bifenestrata Meijere, 1933
- P. brevicornis  Shiraki, 1968
  - =P. dersu Violovitsh, 1980
- P. buccata (Macquart, 1842)
- P. coerulea Macquart, 1846
- P. cupreus
- P. decessum  (Hutton, 1901)
- P. erythrogaster  Curran, 1926
- P. fasciata  Curran, 1929
- P. femoralis Schiner, 1868
- P. flavidipennis Macquart, 1855
- P. flavidipennis
- P.hirta Klocker, 1924
- P. innupta Róndani, 1857
  - =P. sibirica Violovitsh, 1980[7]
- P. klymkoi  Locke, Young & Skevington, 2019[8]
- P. kroshka Mutin, 1999
- P. nana Smit & Vujic, 2008
- P. nigripilosa  Shiraki, 1968
- P. nitida (Macquart, 1850)
- P. queenslandica  (Klocker, 1924)
- P. rotundicornis Strobl, 1898
- P. rubra  Klocker, 1924
- P. rubriventris  (Bigot, 1885)
- P. shannoni  Goot, 1964
- P. tectonae Meijere, 1933
- P. thatuna Shannon, 1922
- P. tristis Klocker, 1924
- P. victoria Curran, 1925
- P. viridis Macquart, 1847

### Дополнения (2020)
Young et al. (2020): Psilota aislinnae, Psilota alexanderi, Psilota apiformis, Psilota auripila, Psilota azurea, Psilota bicolor, Psilota brunnipennis, Psilota calva, Psilota darwini, Psilota flavoorta, Psilota fuscifrons, Psilota livida, Psilota longipila, Psilota mcqueeni, Psilota metallica, Psilota nigripila, Psilota occidua, Psilota pollinosa, Psilota purpurea, Psilota smaragdina, Psilota solata, Psilota spathistyla, Psilota spinifemur, Psilota viridescens, Psilota xanthostoma, Psilota zophos.